# Gran Premio Sportivi di Sovilla
Le Gran Premio Sportivi di Sovilla - La Piccola Sanremo est une course cycliste italienne disputée à Sanremo, en Vénétie. Elle intègre le calendrier international junior de l'UCI en 2012, dans la catégorie 1.1J.
Une course pour les cyclistes élites et espoirs, le Piccola Sanremo, est également disputée au début du printemps.

## Palmarès depuis 2007
| Année | Vainqueur           | Deuxième          | Troisième           |
| ----- | ------------------- | ----------------- | ------------------- |
| 2007  | Tomas Alberio       | Giorgio Cecchinel | Urban Jerkić        |
| 2008  | Daniele Aldegheri   | Pierpaolo Ficara  | Alessio Rossi       |
| 2009  | Filippo Conte Bonin | Nejc Bester       | Francesco Casale    |
| 2010  | Alessandro Tonelli  | Paolo Simion      | Andrea Zordan       |
| 2011  | Alessio Larentis    | Ildar Arslanov    | Riccardo Donato     |
| 2012  | Riccardo Donato     | Federico Zurlo    | Ludovico Longo      |
| 2013  | Giacomo Tomio       | Lorenzo Fortunato | Emanuele Sabatini   |
| 2014  | Alessandro Fedeli   | Francesco Romano  | Giacomo Giuliani    |
| 2015  | Riccardo Verza      | Simone Bevilacqua | Nicolas Dalla Valle |
| 2016  | Luca Mozzato        | Michele Gazzoli   | Filippo Zana        |
| 2017  | Filippo Zana        | Andrea Pietrobon  | Fabio Mazzucco      |
| 2018  | Mattia Petrucci     | Martin Marcellusi | Marco Frigo         |
| 2019  | Sebastian Kajamini  | Edoardo Zambanini | Davide De Pretto    |